# Madalena (Lisbona)
Madalena è una ex freguesia del Portogallo e un quartiere della città di Lisbona.

## Storia
Era una delle 10 più piccole freguesias portoghesi, cioè con minore estensione territoriale. Soppressa nel 2012, è stata assorbita dalla freguesia di Santa Maria Maior.